# 馬渕玄三
馬渕 玄三 （まぶち げんぞう、1923年7月 - 1997年5月15日）は、日本の音楽ディレクターである。五木寛之の小説の主人公「艶歌の竜」こと「高円寺竜三」のモデルとして知られる。

## 人物・来歴
1923年（大正12年）7月に生まれる。
1948年（昭和23年）、25歳のころ、レコード会社の日本コロムビアに入社。営業・販売・宣伝畑を10年歩いたあと、1958年（昭和33年）、ディレクターとなる。当時、新米ディレクターながら、島倉千代子の『からたち日記』（1958年）を手がけ、大ヒットさせる。1960年（昭和35年）の小林旭の代表曲『さすらい』も手がけている。1961年（昭和36年）ころから、同社専属であった美空ひばりを3年間担当し、信頼されるようになる。
1963年（昭和38年）9月、40歳のとき、コロムビアを退社した同社の常務取締役であった伊藤正憲とともに、レコード会社日本クラウンの設立に参加。北島三郎や、水前寺清子などを手がける。またかぐや姫のヒット曲『神田川』をシングル盤として発売する際には自らが制作会議で「これ（神田川）は歴史に残る名曲になるだろう。これをシングル盤として出さなかったら会社の恥になる」と発言してシングル盤発売を後押し、同曲が120万枚を超えるヒット曲となる道を開いた。その後、山本譲二の『みちのくひとり旅』（1980年）のヒットにも寄与する。
日本クラウンの設立の時、お祝いとして、日本コロムビア専属のはずの美空ひばりが、クラウンの第1回新譜の第1番（レコード番号 CW-1）として『関東春雨傘』を吹き込んだ。美空ひばりといえども、他社の歌手が吹き込むことは異例のことであった。
五木寛之の小説『艶歌』（1966年）、『涙の河をふり返れ』（1970年）、『海峡物語』（1977年）、『旅の終りに』（1986年）に出てくる主人公「高円寺竜三」のモデルである。映画・テレビドラマ版では芦田伸介が高円寺を演じた。芦田の没後は小林稔侍が演じた。
1997年（平成9年）5月15日に死去する。73歳没。同年6月21日にリリースされた小林旭のCDシングル『惚れた女が死んだ夜は』（ソニーレコード）が遺作となった。

## おもなディスコグラフィ
- 島倉千代子『からたち日記』 （日本コロムビア、1958年）
- 小林旭『さすらい』 （日本コロムビア、1960年）
- 小林旭『アキラのダンチョネ節』 （日本コロムビア、1960年）
- 美空ひばり『ひばりの佐渡情話』 （日本コロムビア、1962年）
- 水前寺清子『三百六十五歩のマーチ』 （日本クラウン、1968年）
- 石橋正次『夜明けの停車場』 （日本クラウン、1972年）
- 山本譲二『みちのくひとり旅』 （ポニーキャニオン、1980年）
- 島倉千代子『火の酒』 （日本コロムビア、1996年）
- 小林旭『惚れた女が死んだ夜は』 （ソニーレコード、1997年6月21日） - 遺作

## 関連作品

### 小説
- 五木寛之『艶歌 海峡物語』、講談社、新装版、1987年6月 ISBN 4062033097
- 五木寛之『涙の河をふり返れ』、文藝春秋、1970年
文庫版、文藝春秋、1976年1月 ISBN 4167100088
- 五木寛之『旅の終りに』、サンケイ出版、1986年11月 ISBN 438302565X
文庫版、講談社、1990年3月 ISBN 4061846361
文庫版、文藝春秋、2005年1月 ISBN 4167100320
- 五木寛之『青春の門』 第九部 漂流篇、講談社、2019年9月 ISBN  4065153352

### 映像作品
- 映画『わが命の唄 艶歌』（監督舛田利雄、日活、1968年5月29日）
出演芦田伸介、渡哲也、水前寺清子
- テレビ映画『涙の河をふり返れ～艶歌より』（監督井上昭、C.A.L・よみうりテレビ、全13回、1971年1月10日 - 4月4日）
出演 芦田伸介、中尾彬
- テレビドラマ『海峡物語』（脚本小野田勇ほか、テレパック・芦田プロ・テレビ朝日、全25回、1977年4月7日 - 9月29日）
出演 芦田伸介、八千草薫
- テレビドラマ『新・海峡物語』 （脚本佐々木守ほか、テレパック・テレビ朝日、全11回、1981年10月15日 - 12月24日）
出演 芦田伸介、藤圭似子（藤圭子）、近藤正臣
- テレビドラマ『艶歌・旅の終りに』 （脚本松原敏春、KANOX・フジテレビ、単発、1988年2月26日）
出演 小泉今日子、小林薫、芦田伸介
- テレビ映画『旅の終りに 艶歌の竜ふたたび～失なわれた歌を求めて』 （監督小澤啓一、脚本石原武龍・程島健、G・カンパニー・長良プロダクション・テレビ東京、単発、2002年12月29日）
出演 小林稔侍、田中美奈子、氷川きよし、佐野史郎